# Милов, Кирил
Кирил Миленов Милов (болг. Кирил Милов, 27 января 1997) — болгарский борец греко-римского стиля, двукратный чемпион Европы, призёр чемпионатов мира м чемпионата Европы, участник Олимпийских игр 2020 года в Токио.

## Биография
В 2014 году стал чемпионом Европы среди юношей в весовой категории до 85 кг. На летних юношеских Олимпийских играх в Нанкине в весовой категории до 85 кг завоевал серебряную медаль, уступив в финале россиянину Марку Бемаляну.
В 2018 году на чемпионате мира в Будапеште в весовой категории до 97 кг завоевал серебряную медаль, уступив в финальной схватке россиянину Мусе Евлоеву.
В апреле 2019 года на чемпионате Европы в Бухаресте завоевал серебряную медаль чемпионата в весовой категории до 97 кг, снова уступив в финале Мусе Евлоеву.
В апреле 2025 года на чемпионате Европы в Братиславе в весовой категории до 97 кг завоевал золотую медаль. В финальной схватке одолел соперника из Германии Лукаса Лазогианиса. 